# 周思王
周思王（？—前441年），姓姬，名叔襲，東周君主，為周貞定王之子，周哀王之弟。
前441年，叔襲殺害其兄周哀王即位，為周思王；在位僅五個月，八月又被弟王子嵬所殺。